# میگژن باشا
میگژن باشا (آلبانیایی: Migjen Basha؛ زادهٔ ۵ ژانویهٔ ۱۹۸۷) بازیکن فوتبال اهل آلبانی است.
از باشگاه‌هایی که در آن بازی کرده‌است می‌توان به باشگاه فوتبال لوزان-اسپورت، باشگاه فوتبال کومو، باشگاه فوتبال آتالانتا، باشگاه فوتبال آریس سالونیک، باشگاه فوتبال تورینو، باشگاه فوتبال باری، باشگاه فوتبال فروزینونه، باشگاه فوتبال ملبورن ویکتوری، و باشگاه فوتبال لوتسرن اشاره کرد.
وی همچنین در تیم‌های ملی فوتبال زیر ۲۱ سال سوئیس و آلبانی بازی کرده‌است.